# カルロ・アルバン
カルロ・アルバン（Carlo Alban、1979年10月3日 - ）は、エクアドル出身の俳優。

## カルロの生活
カルロは7歳の頃、家族と共にビザを使ってアメリカの旅に行っていた。
カルロの家族はアメリカに滞在して生活していたどころか、ビザの有効期限は既に切れていたとされる。
彼はセアビルのラトガーズ大学で、視覚芸術を専攻したことがある。
他にも、セサミストリートやプリズン・ブレイクなど数々の作品に出演している。

## 出演作品
1993年
- セサミストリート - カルロ

1996年
- ロー&オーダー - ラーモン・ソリアーノ、ダミアン

1999年
- OZ/オズ - ルイス・リキャード

2003年
- 21グラム - ルシオ

2005年
- LAW & ORDER:犯罪心理捜査班 - ジェームズ・ラファエル

2007年
- プリズン・ブレイク - マック・グラディー

2008年
- FRINGE/フリンジ - FBIのテックエージェント

2009年
- ローラーガールズ・ダイアリー

2011年
- マーガレット

2016年
- ナイト・オブ・キリング 失われた記憶

2018年
- マイル22

2019年
- マダム・セクレタリー